# Condado de Travis
O Condado de Travis (em inglês:  Travis County) é um dos 254 condados do estado norte-americano do Texas. A sede e cidade mais populosa do condado é Austin. Foi fundado em 1840.
Com quase 1,3 milhão de habitantes, de acordo com o censo nacional de 2020, é o quinto condado mais populoso do estado e o 32º mais populoso do país. É também o quinto mais densamente povoado do estado.

## Geografia
De acordo com o Departamento do Censo dos Estados Unidos, o condado possui uma área de 2 654,8 km², dos quais 2 574,6 km² estão cobertos por terra e 80,2 km² (3,0%) por água.

## Demografia
Desde 1900, o crescimento populacional médio do condado, a cada dez anos, é de 32,3%.
Segundo o censo nacional de 2020, o condado possui uma população de 1 290 188 habitantes e uma densidade populacional de 501,1 hab/km². Seu crescimento populacional na última década foi de 26,0%, bem acima da média estadual de 15,9%. É o quinto condado mais populoso do Texas e o 32º mais populoso dos Estados Unidos. É também o quinto mais densamente povoado do estado.
Possui 562 488 residências que resulta em uma densidade de 218,5 residências/km² e um aumento de 27,5% em relação ao censo anterior. Deste total, 7,4% das unidades habitacionais estão desocupadas. A média de ocupação é de 2,3 pessoas por residência.